# Щукозеро
Щукозеро — посёлок в Мурманской области. Входит в ЗАТО город Североморск. Расположен в 7 км от города, на берегах реки Средняя у впадения её в озеро Щукозеро. В посёлке находятся совхоз «Североморец» и дом отдыха. В 2008 году деревянный автомобильный мост через реку заменили на железобетонный.

## Население
| 2002 | 2010 | 2021 |
| ---- | ---- | ---- |
| 1218 | ↘712 | ↘522 |

Численность населения, проживающего на территории населённого пункта, по данным Всероссийской переписи населения 2010 года составляет 712 человек, из них 459 мужчин (64,5 %) и 253 женщины (35,5 %). В 2002 году в посёлке проживало 1218 человек.